# V354 Cephei
V354 Cephei è una stella ipergigante rossa situata nella parte della costellazione di Cefeo tagliata dalla Via lattea. È situata approssimativamente a 7000 anni luce dal nostro sistema solare e si pensava fosse una delle  stelle più grande conosciute, con un diametro 1520 volte più grande del Sole, tuttavia misurazioni recenti sulla luminosità e distanza della stella hanno ridotto questo valore a 685 volte quello del Sole. Si tratta anche di una variabile irregolare, con una magnitudine che varia da +10,82 a + 11,35 in un arco di tempo non ben definito.